# Chaerea maritimus
Chaerea maritimus là một loài nhện trong họ Dictynidae. Chúng được Eugène Simon miêu tả năm 1884, và được tìm thấy ở Algeria, Tây Ban Nha, Pháp, Ý, và Hy Lạp.